# Masafumi Yokoyama
Masafumi Yokoyama, född 10 april 1956 i Nagasaki prefektur, Japan, är en japansk tidigare fotbollsspelare.